# Younghusband (hudební skupina)
Younghusband je anglická hudební skupina založená v roce 2007 v Londýně. Skupinu původně tvořili zpěvák Euan Hinshelwood, kytarista a klávesista Adam Beach, baskytarista Joe Chilton a bubeník Pete Baker. Baker ji po třetím albu opustil. Své debutové album nazvané Dromes skupina vydala v září roku 2013. V roce 2014 skupina vydala singl „Left of the Rocks“, na jehož B-straně byla coververze písně „Gun“ velšského hudebníka a hudebního skladatele Johna Calea z jeho alba Fear z roku 1974. Své druhé řadové album nazvané Dissolver kapela vydala v říjnu 2015 a třetí Swimmers pak v červnu 2019.